# Carpias algicola
Carpias algicola là một loài chân đều trong họ Janiridae. Loài này được Miller miêu tả khoa học năm 1941.